# Aeroportul Kelle
Aeroportul Kelle (IATA: KEE, ICAO: FCOK) este un aeroport din Republica Congo ce deservește zona Kellé⁠(d).
Situat la o altitudine de 465 m, aeroportul dispune de o singură pistă.